# Caryota urens
Caryota urens é uma árvore ornamental, da família das arecaceaes, nativa da Índia, Malásia, Sri Lanca e arredores, conhecida pelo nome popular de palmeira-rabo-de-peixe.
Ela constitui papel importante na dieta do povo do arquipélago leste da Índia é a única palmeira cujas folhas são bipinadas, característica que a torna inconfundível.
A etimologia de "urens" é do latim e significa picante, ardente, que queima, em alusão à irritação nas mucosas e na pele causada pelos cristais de ácidos de oxalato presentes nas suas frutas.
A espécie foi descrita pela primeira vez pelo botânico sueco Carl Nilsson Linnæus no ano de 1753.

## Morfologia

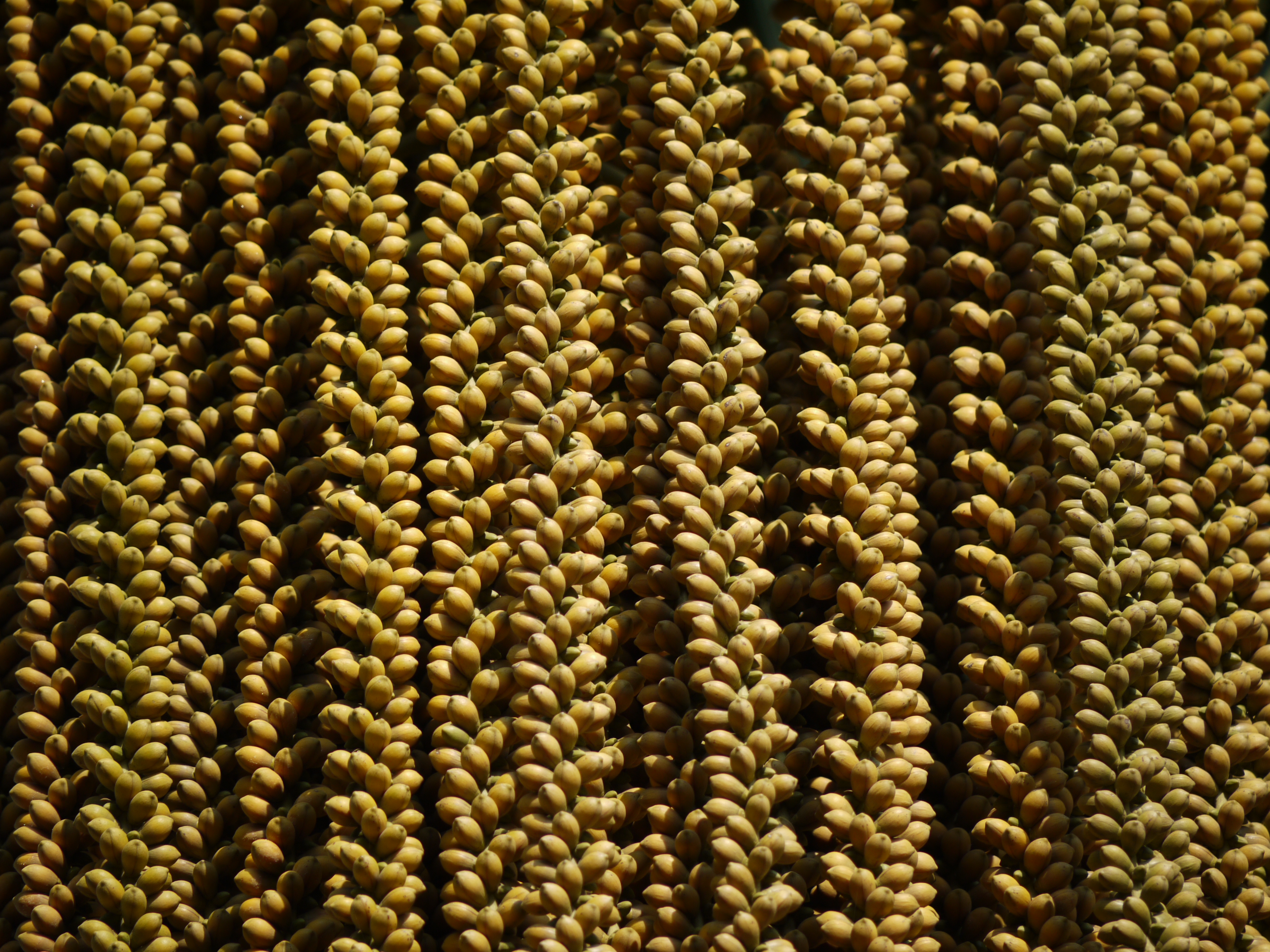
Frutos de C. urens

### Geral
A C. urens atinge altura de dez a dezoito metros e DAP (diâmetro a altura do peito) de vinte a quarenta centímetros.
Seu estipe é único e robusto.
Seu tronco possui coloração cinzenta e apresenta anéis de cicatriz das folhas amplamente espaçados.
Os frutos quando maduros são uma drupa de formato redondo e coloração avermelhada, com cerca de um centímetro de diâmetro e contendo uma única semente.

### Folhas
Suas folhas atingem até três metros e meio de comprimento por sessenta centímetros de largura; apresentam coloração verde escura; são brilhantes; divididas em folíolos que se dividem novamente e apresenta um folíolo terminal.
Essas folhas são as únicas bipinadas da família das arecáceas.
Sua bainha é lisa e bem destacada.
Seu folíolos atingem cerca de trinta centímetros de comprimento e apresentam uma extremidade pontiaguda e uma borda irregular. 
Seus folíolos finais possuem uma formato de cunha característico, são serrilhados no ápice, semelhante a um rabo de peixe, o que explica a origem de um de seus nomes populares.

### Inflorescência
Excepcionalmente, sua floração começa pelo ápice da estipe e procede florando para baixo às vezes ao longo de vários anos.
As inflorescências emergem em cada nó da folha, de cima para baixo, produzindo aglomerados pendentes de flores brancas e unissexuais, atingem de dois a quatro metros de comprimento e possuem numerosos ramos pendentes com cerca de um metro de comprimento.
As flores permanecem abertas em cada inflorescência por cerca de seis semanas.

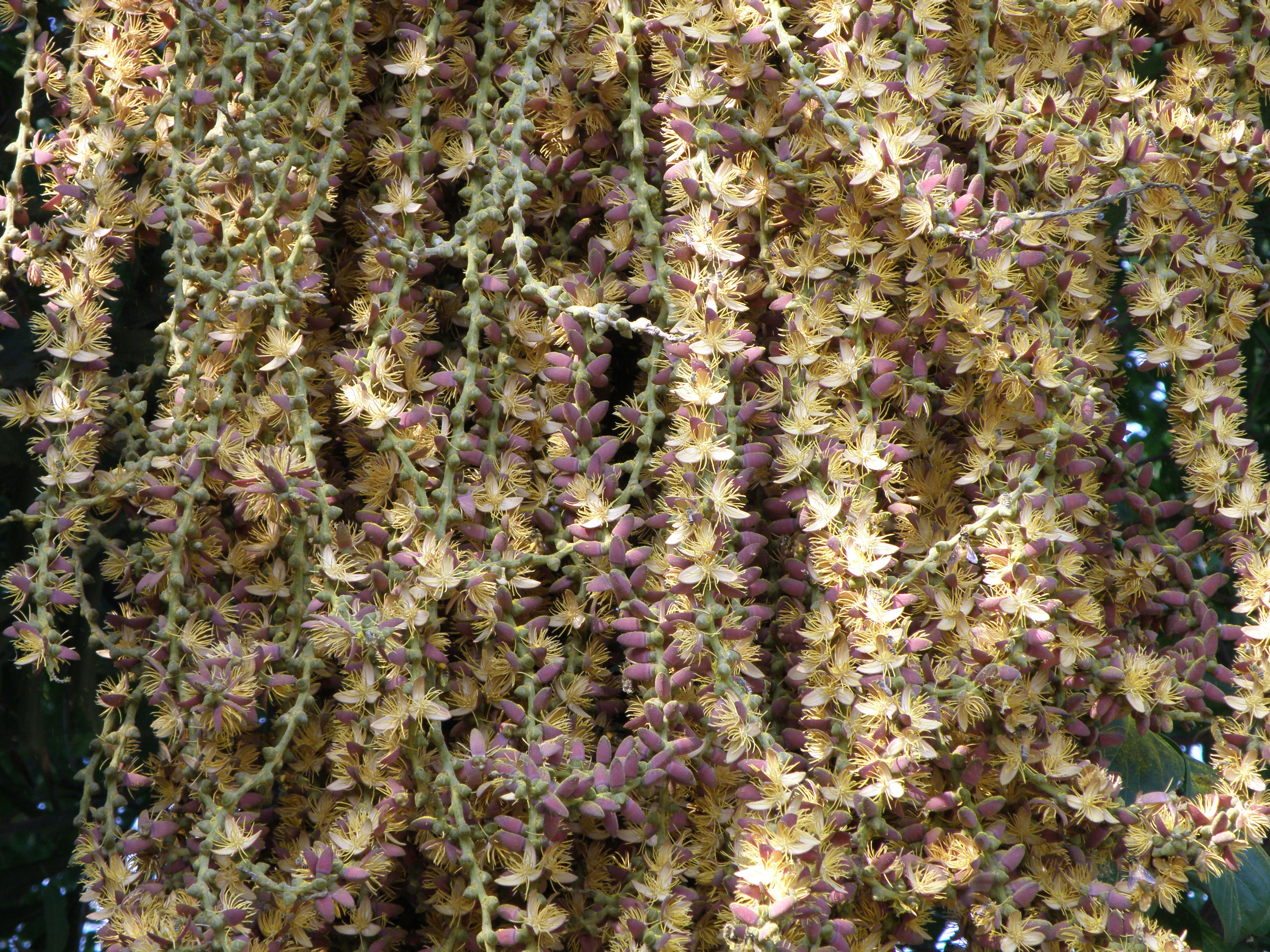
Inflorescência de C. urens

## Ecologia
Essas palmeiras florescem apenas uma vez na vida e morrem após a floração.
A dispersão das sementes ocorre comumente por zoocoria através de morcegos e civetas; no Sri Lanca os frutos são consumidos por Paradoxurus hermaphroditus.
Seus frutos maduros são cobertos de cristais de oxalato de cálcio.

## Ameaças e Conservação
As maiores ameaças à espécie são devidas à exploração madeireira e a abertura de clareiras na floresta para expansão de culturas rotativas.
A superexploração humana da árvore afeta severamente a sua regeneração natural, e por conta disso, em alguns locais, indivíduos adultos da espécie são raramente vistos.
Entretanto ela é amplamente cultivada ao longo da região de ocorrência por conta de sua utilidade.

## Distribuição Geográfica
Ela distribui-se nativa e amplamente desde a Índia até a Malásia peninsular, em campos e clareiras da floresta tropical, em altitudes de até trezentos metros acima do mar.
A origem exata da C. urens é incerta e populações fora da Índia e do Sri Lanca podem ter sido introduzidas pelo ser humano.

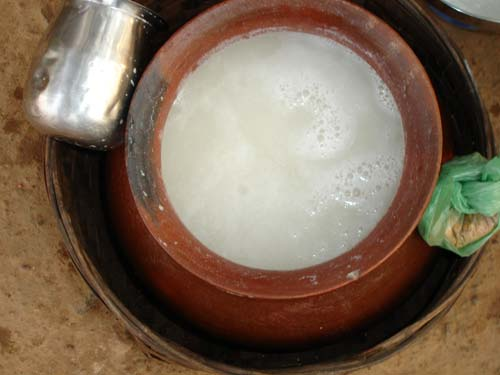
Bebida fermentada preparada a partir de C. urens.

## Utilização
A árvore é comumente utilizada como planta ornamental.
As fibras de suas folhas são utilizadas na confecção de cordas, cestos, pinceis e outros artefatos.
Na alimentação ela é quase base alimentar do povo no arquipélago leste e é a principal fonte de matéria prima para a produção de sagu da Índia.
Esse sagu é feito a partir do seu tecido interno.
O ápice do caule (seu palmito) pode ser comido quando cozido.
A semente pode ser mastigada como as nozes de areca (Areca catechu).
Ela é utilizada no preparo de uma bebida alcoólica, fermentada, típica da Índia.
Essa bebida é feita a partir da seiva extraída de sua inflorescência.
Também dessa seiva se faz xarope e açúcar.